# Prim Pierpont
Un număr prim Pierpont este un număr prim de forma {\displaystyle 2^{u}\cdot 3^{v}+1\,} unde u și v sunt numere întregi nenegative. Adică, primele Pierpont sunt numerele prime p pentru care {\displaystyle p-1} sunt 3-netede. Ele sunt numite după matematicianul James Pierpont, care le-a introdus în studiul poligoanelor regulate care poate fi construite pe baza conicelor.
Un prim Pierpont cu {\displaystyle v=0} este de forma {\displaystyle 2^{u}+1}, prin urmare este un prim Fermat. Dacă v este pozitiv, atunci u trebuie să fie și el pozitiv (deoarece un număr de forma {\displaystyle 3^{v}+1} este par, deci neprim), prin urmare toate numerele prime Pierpont care nu sunt prime Fermat sunt de forma {\displaystyle 6k+1,} unde k este un întreg pozitiv.
Primele numere prime Pierpont sunt:
2, 3, 5, 7, 13, 17, 19, 37, 73, 97, 109, 163, 193, 257, 433, 487, 577, 769, 1153, 1297, 1459, 2593, 2917, 3457, 3889, 10369, 12289, 17497, 18433, 39367, 52489, 65537, 139969, 147457, 209953, 331777, 472393, 629857, 746497, 786433, 839809, 995329, ...

## Distribuție

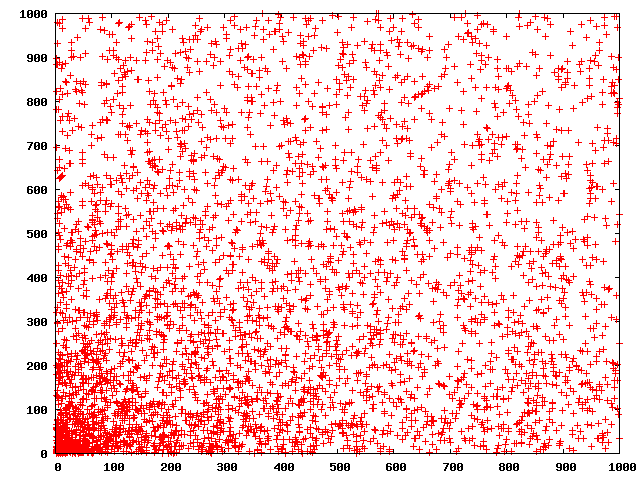
Distribuția exponenților celor mai mici prime Pierpont

Empiric, numerele prime Pierpont nu par a fi deosebit de rare sau împrăștiate. Există 42 de prime Pierpont mai mici de 106, 65 mai mici de 109, 157 mai mici de 1020 și 795 mai mici de 10100. Există puține restricții la factorizările algebrice ale primelor Pierpont, deci nu există cerințe ca la primele Mersenne ca exponentul să fie prim. Astfel, este de așteptat ca printre numerele cu n cifre de forma corectă {\displaystyle 2^{u}\cdot 3^{v}+1} partea dintre acestea care sunt prime să fie proporțională cu 1/n, o proporție similară cu proporția numerelor prime dintre toate numerele cu n cifre. Deoarece în acest interval există numere {\displaystyle \Theta (n^{2})} de formă corectă, ar trebui să existe prime Pierpont {\displaystyle \Theta (n^{2}).}
Pe baza acestui raționament Andrew M. Gleason a conjecturat că există infinit de multe prime Pierpont și, mai exact, că ar trebui să existe aproximativ 9n  prime Pierpont până la 10n. Conform conjecturii Gleason există {\displaystyle \Theta (\log N)} prime Pierpont mai mici ca N, în contrast cu numărul mai mic conjecturat de prime Mersenne {\displaystyle O(\log \log N)} în acest interval.

## Testarea faptului că sunt prime
Când {\displaystyle 2^{u}>3^{v}}, faptul că {\displaystyle 2^{u}\cdot 3^{v}+1} sunt prime este dat de teorema Proth. Pe de altă parte, când {\displaystyle 2^{u}<3^{v}} testarea că {\displaystyle M=2^{u}\cdot 3^{v}+1} sunt prime este posibilă prin descompunerea lui {\displaystyle M-1} într-un număr par înmulțit cu o putere mare a lui 3.

## Numere prime Pierpont găsite în cursul căutării factorilor numerelor Fermat
În urma căutării în curs la nivel mondial a factorilor numerelor Fermat s-au găsit numere prime Pierpont ca factori. Tabelul următor conține valori ale lui m, k și n satfel încât
{\displaystyle k\cdot 2^{n}+1{\text{ divides }}2^{2^{m}}+1.}
Partea stângă este un prim Pierpont atunci când k este o putere a lui 3; partea dreaptă este un număr Fermat.
| m       | k   | n       | An   | Descoperitor                         |
| ------- | --- | ------- | ---- | ------------------------------------ |
| 38      | 3   | 41      | 1903 | Cullen, Cunningham și Western        |
| 63      | 9   | 67      | 1956 | Robinson                             |
| 207     | 3   | 209     | 1956 | Robinson                             |
| 452     | 27  | 455     | 1956 | Robinson                             |
| 9428    | 9   | 9431    | 1983 | Keller                               |
| 12185   | 81  | 12189   | 1993 | Dubner                               |
| 28281   | 81  | 28285   | 1996 | Taura                                |
| 157167  | 3   | 157169  | 1995 | Young                                |
| 213319  | 3   | 213321  | 1996 | Young                                |
| 303088  | 3   | 303093  | 1998 | Young                                |
| 382447  | 3   | 382449  | 1999 | Cosgrave și Gallot                   |
| 461076  | 9   | 461081  | 2003 | Nohara, Jobling, Woltman și Gallot   |
| 495728  | 243 | 495732  | 2007 | Keiser, Jobling, Penné și Fougeron   |
| 672005  | 27  | 672007  | 2005 | Cooper, Jobling, Woltman și Gallot   |
| 2145351 | 3   | 2145353 | 2003 | Cosgrave, Jobling, Woltman și Gallot |
| 2478782 | 3   | 2478785 | 2003 | Cosgrave, Jobling, Woltman și Gallot |
| 2543548 | 9   | 2543551 | 2011 | Brown, Reynolds, Penné și Fougeron   |

Pînă în 2020 cel mai mare număr prim Pierpont cunoscur era 3·216408818 + 1 (cu 4 939 547 cifre zecimale), descoperit în octombrie 2020.